# Джаффе, Сэм
Сэм Джаффе (англ. Sam Jaffe; 10 марта 1891 — 24 марта 1984) — американский актёр театра, кино и телевидения. Обладатель Кубка Вольпи за лучшую мужскую роль Венецианского кинофестиваля и номинант на премию «Оскар» за лучшую мужскую роль второго плана за роль дока Эрвина Риденшнайдера в фильме «Асфальтовые джунгли» (1950). Также известен по работам в лентах «Ганга Дин» (1939), «День, когда остановилась Земля» (1951) и «Бен-Гур» (1959).

## Биография
Сэм Джаффе родился под именем Шалом Джаффе в семье русских евреев Хейды (Ады) и Барнетта Джаффе в Нью-Йорке. Его мать до переезда в США была актрисой театра на идиш в Одессе, а отец — ювелиром. Он был младшим из четырёх детей, брата и сестёр звали Авраам, Софи и Энни. Будучи ребёнком, Джаффе участвовал в театральных постановках на идише с матерью, которая после приезда в Америку стала популярной актрисой водевилей. Учился на инженера в нью-йоркском Сити-колледже и посещал занятия в Колумбийском университете. Прежде чем заняться актёрской карьерой, он несколько лет проработал учителем математики в Бронксе. С 1915 года выступал в театре как профессиональный актёр. В 1918 году состоялся его дебют на Бродвее.
Сэм Джаффе впервые снялся в кино в 1934 году, сыграв императора Петра III в псевдоисторическом фильме «Распутная императрица» с Марлен Дитрих в главной роли. Также снялся в двух фильмах Джона Хьюстона: «Асфальтовые джунгли» (1950) и «Варвар и гейша» (1958). За фильм «Асфальтовые джунгли» в1950 году он получил награду за лучшую мужскую роль на Венецианском кинофестивале. Его лучшим другом был Эдвард Г. Робинсон.
В 50-х годах Джаффе был внесён в Чёрный список Голливуда из-за подозрений руководителей голливудских киностудий в его симпатиях к коммунистам, но несмотря на это он снялся в фильме Роберта Уайза «День, когда остановилась Земля», а позже и в получившем 11 «Оскаров» пеплуме Уильяма Уайлера «Бен-Гур» (1959).
Джаффе с 1961 по 1965 год снимался в роли доктора Дэвида Зорбы в медицинском сериале «Бен Кейси», получив за него номинацию на премию «Эмми». В образе Золтана Зорбы он появился в одной из серий «Бэтмена». В 1975 году он сыграл ушедшего на пенсию врача, убитого женой в исполнении Джанет Ли, в эпизоде Забытая леди сериала «Коломбо». На театральной сцене Джаффе выступал до 1979 года.

## Личная жизнь и смерть
Джаффе в 1926 году женился на оперной певице и звезде музыкальных комедий Лилиан Taйз, с которой прожил вплоть до 1941, когда она умерла от рака. В 1956 году женился на актрисе Бетти Акерман (ему было 65 лет, ей 32 года), с которой он позже снимался в «Бене Кэйси». Детей ни от первого, ни от второго брака у него не было.
Сэм Джаффе умер от рака в Беверли-Хиллз, Калифорния. Похоронен в Лос-Анджелесе на мемориальном кладбище Иден. На могиле его жены в Уиллистоне, Южная Каролина, ему устроен кенотаф.

## Фильмография
| Год       |    | Русское название                       | Оригинальное название            | Роль                              |
| --------- | -- | -------------------------------------- | -------------------------------- | --------------------------------- |
| 1934      | ф  | Распутная императрица                  | The Scarlet Empress              | Пётр III                          |
| 1934      | ф  | Мы снова живы                          | We Live Again                    | Григорий Симонсон                 |
| 1937      | ф  | Потерянный горизонт                    | Lost Horizon                     | высокий лама                      |
| 1939      | ф  | Ганга Дин                              | Gunga Din                        | Ганга Дин                         |
| 1943      | ф  | Солдатский клуб                        | Stage Door Canteen               | в роли самого себя                |
| 1947      | ф  | Дом 13 по улице Мадлен                 | 13 Rue Madeleine                 | мэр Галимар                       |
| 1947      | ф  | Джентльменское соглашение              | Gentleman's Agreement            | профессор Фред Либерман           |
| 1949      | ф  | Обвиняемая                             | The Accused                      | доктор Ромли                      |
| 1949      | ф  | Верёвка из песка                       | Rope of Sand                     | доктор Фрэнсис Хантер             |
| 1950      | ф  | Асфальтовые джунгли                    | The Asphalt Jungle               | док Эрвин Риденшнайдер            |
| 1951      | ф  | Под прицелом                           | Under the Gun                    | Самуэль Гауэр                     |
| 1951      | ф  | Я могу достать это вам по оптовой цене | I Can Get It for You Wholesale   | Сэм Купер                         |
| 1951      | ф  | День, когда остановилась Земля         | The Day The Earth Stood Still    | профессор Джейкоб Барнхардт       |
| 1957      | ф  | Шпионы                                 | Les espions                      | Сэм Купер                         |
| 1958      | ф  | Варвар и гейша                         | The Barbarian and the Geisha     | Генри Хюскен                      |
| 1959      | ф  | Бен-Гур                                | Ben-Hur                          | Симонид                           |
| 1960—1961 | с  | Закон и мистер Джонс                   | The Law and Mr. Jones            | имя неизвестно / Мартин Бергер    |
| 1960—1961 | с  | Альфред Хичкок представляет            | Alfred Hitchcock Presents        | аббат / Хэл Бэллью                |
| 1961—1965 | с  | Бен Кэйси                              | Бен Кейси                        | доктор Дэвид Зорба                |
| 1961      | с  |                                        | The Islanders                    | Папа Мэтьюс                       |
| 1961      | с  | Неприкасаемые                          | The Untouchables                 | Луиджи Вальконе                   |
| 1961      | с  | Обнажённые город                       | Naked City                       | Ласло Любаш                       |
| 1961      | с  |                                        | Cain's Hundred                   |                                   |
| 1962      | с  | Защитники                              | The Defenders                    |                                   |
| 1965      | с  |                                        | Daniel Boone                     | Джед Толсон                       |
| 1966      | с  | Бонанза                                | Bonanza                          | Джошуа Нортон                     |
| 1966      | с  | Бэтмен                                 | Batman                           | Золтан Зорба                      |
| 1967      | с  | Тарзан                                 | Tarzan                           | доктор Синглетон                  |
| 1967      | ф  | Руководство для женатого мужчины       | A Guide for the Married Man      | Шринк                             |
| 1968      | ф  | Битва в Сан-Себастьяне                 | La Bataille de San Sebastian     | отец Джозеф                       |
| 1969      | ф  | Большое ограбление банка               | The Great Bank Robbery           | брат Лилак Бэйли                  |
| 1969      | с  | Ночная галерея                         | Night Gallery                    | Блеум                             |
| 1970      | тф | Карантин                               | Quarantined                      | Эйб Стиллман                      |
| 1970      | тф |                                        | The Old Man Who Cried Wolf       | мистер Берриман                   |
| 1970      | ф  | Ужас в Данвиче                         | The Dunwich Horror               | старик Уитли                      |
| 1970      | с  |                                        | Nanny and the Professor          | доктор Лазко                      |
| 1971      | тф |                                        | Enemies                          |                                   |
| 1971      | тф |                                        | Sam Hill: Who Killed Mr. Foster? | Тоби                              |
| 1971      | ф  | Набалдашник и метла                    | Bedknobs and Broomsticks         | Букмен, продавец антикварных книг |
| 1971—1972 | с  |                                        | Alias Smith and Jones            | мыльный Саундерс                  |
| 1972      | с  | Истории привидений                     | Ghost Story                      | Де Уитт                           |
| 1972      | с  |                                        | Owen Marshall: Counselor at Law  | Генри Нолл                        |
| 1973      | с  |                                        | The Snoop Sisters                | Исаак Уолдерсак                   |
| 1973      | тф | Сага Соноры                            | Saga of Sonora                   | старик Сэм                        |
| 1974      | с  | Суд королевской скамьи                 | QB VII                           | доктор Марк Тесслер               |
| 1974      | с  | Улицы Сан Франциско                    | The Streets of San Francisco     | Алекс Зубатук                     |
| 1975      | с  | Спецназ                                | S.W.A.T.                         | доктор Браннер                    |
| 1975      | с  | Коломбо                                | Columbo                          | доктор Генри Уиллис               |
| 1975      | с  | Гарри О                                | Harry O                          | доктор Ховард Кембридж            |
| 1975      | с  |                                        | Medical Story                    | доктор Гершовиц                   |
| 1976      | тф |                                        | The Sad and Lonely Sundays       | доктор Суини                      |
| 1976      | с  | Бионическая женщина                    | The Bionic Woman                 | адмирал Ричтер                    |
| 1977      | с  | Коджак                                 | Kojak                            | Папа                              |
| 1978      | с  | Высокий полёт                          | Flying High                      | доктор Альсдорф                   |
| 1980      | с  | Бак Роджерс в XXV веке                 | Buck Rogers in the 25th Century  | глава совета                      |
| 1980      | тф |                                        | Gideon's Trumpet                 | первый судья Верховного суда      |
| 1980      | ф  | Битва за пределами звёзд               | Оригинальное название неизвестно | доктор Гефест                     |
| 1981      | с  |                                        | Оригинальное название неизвестно | Барнаби Боб Норвуд                |
| 1983      | с  | Лодка любви                            | The Love Boat                    | Роско Уэбер                       |
| 1984      | ф  | Ничто не вечно                         | Nothing Lasts Forever            | отец Никербокер                   |
| 1984      | ф  | На границе                             | On the Line                      | Эль Габачо                        |